# Дубровнишка грамота
Дубровнишката грамота е документ от 1230 година, с който българският цар Иван Асен II дава на дубровнишките търговци правото да търгуват свободно в държавата му.
Грамотата съдържа данни за териториалното разширение на Българското царство след битката при Клокотница, както и ценни податки за състоянието на българския език през XIII век. Съхранява се в ръкописния отдел на Библиотеката на Руската академия на науките в Санкт Петербург.

## Текст на грамотата

### Оригинал
†дава црⷭ҇ми: ѡриꙁмѡ́ си: хѡ҅рѣ все́и дѫбрѡвнишстѣи· лꙕбѡвнꙑⷨ: и всевѣрнꙑмъ гѡстемъ црⷭ҇ми: да ѩдꙋ хѡ́дꙙтъ пѡ всеи хѡрѣ црⷭ҇ми: с кꙋпиѫ каквѫ либѡ: или нѡсꙙⷮ: или женѫⷮ или кꙋпиѫ каквѫ либѡ нѡсꙙⷮ: и дѡ кѡꙗ либѡ ꙁемѣ или хѡ́рꙑ· дѡидѫⷮ: или дѡ бъдꙑнѣ. или браничова и бѣлграда дѡидѫⷮ: или дѡ трънѡва: и пѡ всемꙋ ꙁагѡриꙋ хѡдꙙⷮ или дѡ прꙙслава или карвꙋнъскꙑѣ хѡрꙑ придѫⷮ: или кръⷩ҇стѣи хѡрѣ: или бѡрꙋистѣи: или в ѡдриⷩ и в димѡтикѫ или в скѡⷫскѫѫ хѡ́рѫ: или прилѣпскѫ҆ѫ: или в дѣвѡлскѫѫ хѡрѫ· или в ꙁемꙙ арбанаскѫѫ: или в солꙋнъ: идѫтъ: по всꙙдꙋ: да си кꙋпѡваѫ и прѡдаваѫтъ: свѡбѡⷣнѡ: бесъ всѣкѡѫ пакѡсти: да не имаѫтъ пѡ всѣхъ хѡ́раⷯ црⷭ҇ми и градѡвѣхъ: и клисꙋраⷯъ· ꙁапрѣтениа: нѫ да си хѡ́дꙙⷮ: и кꙋпꙋѫтъ: и прѡдаваѫтъ бес печѣли: ѣкѡ и всевѣрнии. и лꙕбѡвнии гѡстє црⷭ҇ми: ктѡ ли имъ спакѡсти: ѡ҆ щѡм либѡ: или на клисꙋрѣ или на фѡрѡсѣхъ· или где либѡ прѣꙁъ ꙁакѡⷩ: о кꙋмерки тѡ҆ да є вѣстъ: тѡи е прѡтивникъ црⷭ҇ми: и милѡсти не́ щє имѣти нѫ великѫ имає ѡ҅ргиѫ патити ѿ црⷭ҇ми: +

### На съвременен български език
Дава царство ми тази повеля на дубровнишката страна, на обичните и верни гости на царството ми, да ходят по цялата страна на царството ми с каквато и да било стока, да внасят или изнасят, или каквато и да е стока да пренасят, и до която и да е земя или област да дойдат: до Бдин ли или Браничево и Белград дойдат, или ходят до Търново и цялото Загоре, или достигнат до Преслав или Карвунската област, или до Крънската област, или Боруйската, или Одрин и в Димотика, или в Скопската област, или в Прилепската, или в Деволската област, или в Арбанаската земя [Албания], или отиват в Солун – навсякъде да си купуват и продават свободно, без всякаква щета, да нямат запрещение по всички области на царството ми и купуват и продават без грижа като всеверни и обични гости на царството ми. Който ли им напакости в каквото и да било на клисурите, на тържищата, или гдето да бъде против закона за търговията, то да се знае, че той е противник на царството ми и милост не ще има, но голям гняв ще изтърпи от царство ми.

## Информация за Второто българско царство
Издаването на грамота представлява практика, сходна с тази на предходната грамота на бан Кулин от Босна. Дубровнишката грамота е
важен исторически извор за търговските връзки, които Иван Асен II установява след битката при Клокотница, и за териториалния обхват на Българското царство по онова време. В текста са изброени подвластните на царя области: Видинска, Браничевска, Белградска, Търновска, Загорска, Преславска, Карвунска, Крънска, Одринска, Скопска, Прилепска, Деволска и Арбанашка.

## Информация за развитието на българския език
В грамотата е засвидетелствано изпадането на окончанието -тъ от глаголните форми за трето лице единствено число сегашно време (дава вм. даватъ), както и употреба на съкратената форма ще за трето лице единствено число сегашно време на старобългарския глагол хотѣтн, която започва да се използва за образуване на глаголи от бъдеще време. В това отношение Дубровнишката грамата е най-ранният пример за поява на генерализираната частица ще за изразяване на бъдеще време, и то в отрицателна бъдеща конструкция: н́е ще имѣти.

## Издания и коментари
- Начев, В. (1996). Български царски грамоти. София, с. 39 – 46
- Даскалова, А.; Райкова, М. (2005). Грамоти на българските царе. София, с. 30
- ((sr)) Мошин, Владимир; Ћирковић, Сима; Синдик, Душан (2011). Зборник средњовековних ћириличких повеља и писама Србије, Босне и Дубровника. Књ. 1, 1186 – 1321., Том 9 от Извори за српску историју / Историјски институт, Београд; књ. 9. Ћирилички извори; књ. 1. Београд, с. 123 – 124 (№ 25), ISBN 978-86-7743-090-0, https://books.google.com/books?id=yeqKDwAAQBAJ&pg=PA349
- ((ru)) Срезневский, Измаил Иванович (1879). Свѣдѣния и замѣтки о малоизвѣстных и неизвѣстных памятниках: LXXXI-XC. Санкт Петербург: Типографія Императорской Академіи Наукъ, с. 9, https://books.google.bg/books?id=5HFmAAAAcAAJ&dq=Срезневский%2C%20„Свѣдѣнiя%20и%20замѣтки”&hl=bg&pg=PP1#v=onepage&q&f=false
- ((ru)) Ильинский, Г. А (1901). Грамота царя Іоанна Асѣня II. – Извѣстия Русского Археологического Института в Константинополѣ., 7(1). София: Държавна печатница,  25 - 39, архив на оригинала от 15 април 2021, http://www.library.chersonesos.org/showtome.php?tome_code=97&section_code=6, посетен на 3 май 2019
- ((ru)) Ильинский, Г.А. (1911). Грамоты болгарских царей. – Древности. Труды славянской комиссии Имп. Моск. Аррхеолог. общества, 5. Москва,  с. 13, https://catalog.libfl.ru/Bookreader/Viewer?bookID=BJVVV_1365375&view_mode=HQ#page/751/mode/1up, посетен на 12 септември 2023
- ((sr)) Живоjиновић, Драгић (2013). Хоризма бугарског цара Јована Асена II Дубровнику. – Инициjал: часопис за средњовековне студиjе, 1. Београд: Центар за напредне средњовековне студиjе,  229-239, http://www.academia.edu/6381985/Horizma_bugarskog_cara_Jovana_Asena_II_Dubrovniku, посетен на 2 септември 2018